# Dolmen von Kerscao
Der Dolmen von Kerscao liegt in einem Feld bei Kerscao, nördlich von Riec-sur-Bélon, nahe der Straße D 4 im Département Finistère in der Bretagne in Frankreich. Dolmen ist in Frankreich der Oberbegriff für neolithische Megalithanlagen aller Art (siehe: Französische Nomenklatur).
Der auch als Loj-Korrigan (deutsch Höhle der Korrigan) bezeichnete einfache Dolmen (französisch Dolmen simple) liegt auf einer kleinen Anhöhe. Sein Hügel ist völlig verschwunden. Der Dolmen besteht aus der über drei Tragsteinen in situ aufliegenden Deckenplatte. 
In der Nähe liegt die Allée couverte von Kerantiec und der Dolmen von Kercoat.